# Les Cadets de Virginie

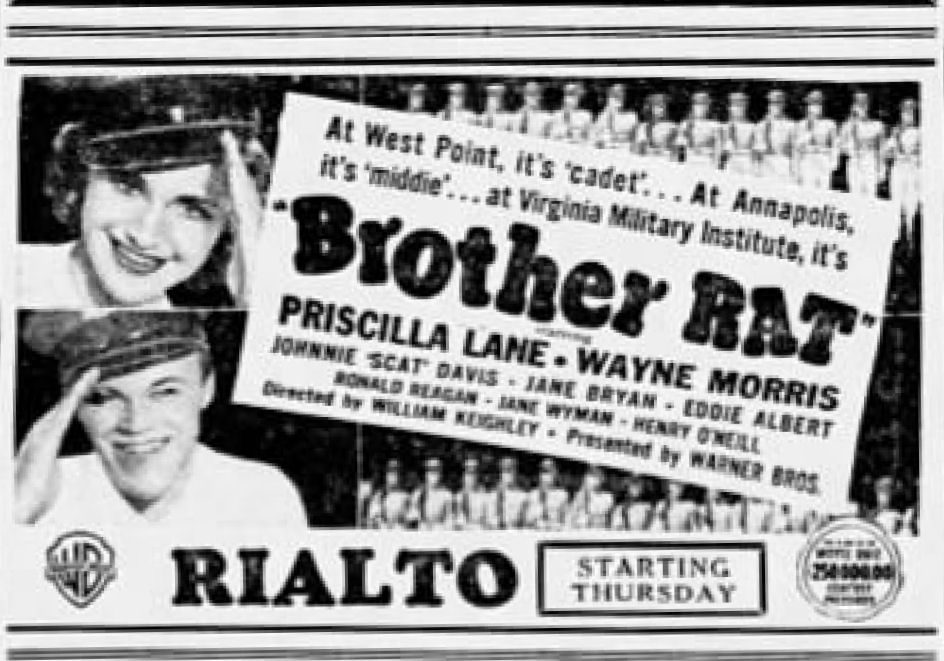
Annonce du film dans le journal Morning Call.

Les Cadets de Virginie (Brother Rat) est un film américain réalisé par William Keighley et sorti en 1938.
Le film est une adaptation d'une pièce de Broadway à succès, écrite par John Monks, Jr. et Fred Finklehoffe. Une suite intitulée Brother Rat and a Baby est sortie en 1940.

## Synopsis
À l'Institut militaire de Virginie, Billy Randolph, Dan Crawford  et Bing Edwards sont trois copains de chambrée qui ne manquent pas d'occasions de s'amuser ensemble.

## Fiche technique
- Titre original : Brother Rat
- Réalisation : William Keighley
- Scénario : Richard Macaulay, Jerry Wald d'après la pièce de 1936 Brother Rat de John Monks, Jr. et Fred Finklehoffe[1]
- Producteurs : Robert Lord, Hal B. Wallis
- Photographie : Ernest Haller
- Montage : William Holmes
- Musique : Heinz Roemheld
- Distributeur : Warner Bros.
- Durée : 89 minutes
- Date de sortie : 29 octobre 1938

## Distribution
- Ronald Reagan : Dan Crawford
- Priscilla Lane : Joyce Winfree
- Eddie Albert : Bing Edwards
- Jane Wyman : Claire Adams
- Wayne Morris : Billy Randolph

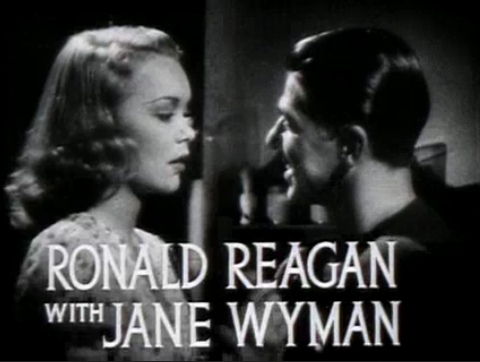
Jane Wyman et Ronald Reagan dans le générique du film.

- Johnnie Davis : A. Furman Towsend, Jr.
- Jane Bryan : Kate Rice
- Henry O'Neill : Colonel Ramm
- Gordon Oliver : Capt. 'Lacedrawers' Rogers
- Larry Williams : Harley Harrington
- William Tracy : Misto Bottome
- Jessie Busley : Mrs. Brooks
- Olin Howland : Slim
- Louise Beavers : Jenny
- Isabel Withers : Nurse
- Sam Komie : Cadet
- Billy Smith : Cadet